# George Fred Hodgins
Pour les articles homonymes, voir Hodgins.
George Frederick Hodgins, né le 17 décembre 1865 à Shawville et mort le 17 janvier 1940 à Ottawa, est un marchand et homme politique fédéral du Québec.

## Biographie
Né à Shawville dans la région des Outaouais, il étudia à l'Académie de Shawville. Il servit également comme président de la Shawville Milling Company et président de la commission scolaire locale.
Élu député du Parti libéral du Canada dans la circonscription fédérale de Pontiac en 1908, il fut défait par le conservateur Gerald Hugh Brabazon en 1911. Il fut également défait par Brabazon en 1904.